# Пятовщина
Пятовщина (рос. Пятовщина) — присілок в Пустошкинському районі Псковської області Російської Федерації.
Населення становить 21 особу. Входить до складу муніципального утворення Пригородна волость.

## Історія
Від 2015 року входить до складу муніципального утворення Пригородна волость.

## Населення
| 2002 | 2010 |
| ---- | ---- |
| 25   | ↘21  |